# Alta Vista (Kansas)
Alta Vista és una població dels Estats Units a l'estat de Kansas. Segons el cens del 2000 tenia 442 habitants.

## Demografia
Segons el cens del 2000, Alta Vista tenia 442 habitants, 190 habitatges, i 126 famílies. La densitat de població era de 474 habitants per km².
Dels 190 habitatges en un 30% hi vivien nens de menys de 18 anys, en un 52,1% hi vivien parelles casades, en un 10,5% dones solteres, i en un 33,2% no eren unitats familiars. En el 31,1% dels habitatges hi vivien persones soles el 16,8% de les quals corresponia a persones de 65 anys o més que vivien soles. El nombre mitjà de persones vivint en cada habitatge era de 2,33 i el nombre mitjà de persones que vivien en cada família era de 2,9.
Per edats la població es repartia de la següent manera: un 24% tenia menys de 18 anys, un 7,7% entre 18 i 24, un 25,3% entre 25 i 44, un 27,4% de 45 a 60 i un 15,6% 65 anys o més.
L'edat mediana era de 41 anys. Per cada 100 dones de 18 o més anys hi havia 103,6 homes.
La renda mediana per habitatge era de 32.159 $ i la renda mediana per família de 38.542 $. Els homes tenien una renda mediana de 29.167 $ mentre que les dones 20.833 $. La renda per capita de la població era de 15.885 $. Entorn del 8% de les famílies i el 9,9% de la població estaven per davall del llindar de pobresa.

## Poblacions més properes
El següent diagrama mostra les poblacions més properes.